# NGC 514
NGC 514 is een balkspiraalstelsel in het sterrenbeeld Vissen. Het hemelobject ligt 100 miljoen lichtjaar van de Aarde verwijderd en werd op 16 oktober 1784 ontdekt door de Duits-Britse astronoom William Herschel.

## Synoniemen
- GC 298
- IRAS 01214+1239
- 2MASX J01240390+1255024
- H 2-252
- h 112
- MCG +02-04-035
- PGC 5139
- UGC 947
- ZWG 436.38
- HIPASS J0124+12